# 魯道爾
魯道爾（Rhudaur）是英國作家托爾金（J. R. R. Tolkien）所著一系列史詩式奇幻文學作品中的虛構國家，它和雅西頓（Arthedain）及卡多蘭（Cardolan）是北方亞爾諾（Arnor）王國在第三紀元861年分裂後的三個繼承國之一，也是其中最小的一個。

## 地理位置
魯道爾位於亞爾諾王國的東半部。它的領土西至風雲丘，與阿瑟丹對望；南至東方大道，與卡多蘭接壤；東至迷霧山脈；北至伊頓荒原。狂吼河（Hoarwell）及喧水河（Loudwater）之間被稱作「伊利雅德三角」的土地也是魯道爾的領土之一。

## 語源
魯道爾之名出自辛達林語方言，意思是「東方森林」，這名稱可能是由於此地位於伊利雅德東邊之故。

## 人口
雖然曾是亞爾諾王國的一部分，但魯道爾的登丹人（Dúnedain）數量甚少，大部分的人口都是伊利雅德本土的丘陵人（Hill-men），這使得魯道爾成為亞爾諾分裂後的三國中，埃西鐸的子嗣最早斷絕的國家，其最後一任國王甚至完全沒有努曼諾爾血統，而是一位丘陵人。
魯道爾亦是哈比人第一次踏足的伊利雅德區域。第三紀元1150年左右，首個史圖爾（Stoor）哈比人自羅馬尼安（Rhovanion）的安都因河谷來到魯道爾境內的伊利雅德三角居住，但後來安格馬的勢力間接導致了哈比人們在第三紀元1356年左右開始遷離，其中部分逃往西邊，部分則向東回到羅馬尼安。

## 歷史

### 建立
亞爾諾王國最後一任君王艾蘭多（Eärendur）在位期間，他的三位兒子即已公開發生不和，在第三紀元861年艾蘭多駕崩後，這樣的不和更進一步形成內戰。無法控制形勢的王位正統繼承人艾姆拉斯（Amlaith）最後只能將他的領地縮小到雅西頓一地，他的其中一位弟弟則在雅西頓東方建立了魯道爾（Rhudaur）。自成立之初起，魯道爾即對另外兩個亞爾諾繼承國雅西頓及卡多蘭抱持著不友善的態度，其與兩國之間更因為阿蒙蘇爾瞭望塔和塔中真知晶石的控制權而多次爆發衝突。

### 成為安格馬的附庸與滅亡
在第三紀元1349年後，魯道爾成為了安格馬的附庸國，並在安格馬的操控下於第三紀元1356年向風雲丘進攻，造成雅西頓亞瑞吉來布一世的死亡，但在雅西頓及卡多蘭聯軍的抵抗下，魯道爾始終未能攻越風雲丘。
第三紀元1409年，安格馬正式併吞魯道爾王國，該地區的登丹人差不多在該時期盡數逃離，而丘陵人亦在這之後的某時間點滅絕。